# Conus arenatus
Cône ensablé, Cône ponctué
Espèce
Statut de conservation UICN

 LC  : Préoccupation mineure
Synonymes
- Conus arenatus bizona, Coomans, Moolenbeek & Wils (1981)[1]
- Conus arenatus var. granulosa, Lamarck (1822)[1]
- Conus arenatus var. undata, Dautzenberg (1937)[1]
- Conus armatus, E.A. Smith (1891)[1]
- Conus catus var. granulosa, Dautzenberg (1937)[1]

Conus arenatus, aussi appelé cône ensablé et cône ponctué, est un mollusque gastéropode marin carnivore de la famille des Conidae.

## Description
Cet animal a été décrit par Jean-Guillaume Bruguière en 1792.
Sa coquille est lourde et épaisse, elle mesure entre 2 et 5 cm. Il possède une spire basse et conique. Les tours de spire ont des tubercules proéminents. Son épaulement est arrondi. Les côtés sont légèrement bombés et la columelle est arquée. Ses motifs sont caractérisés par de nombreux petits points noirs plus ou moins grossièrement alignés sur un fond blanc ou crème.
La taille des points varie fortement.

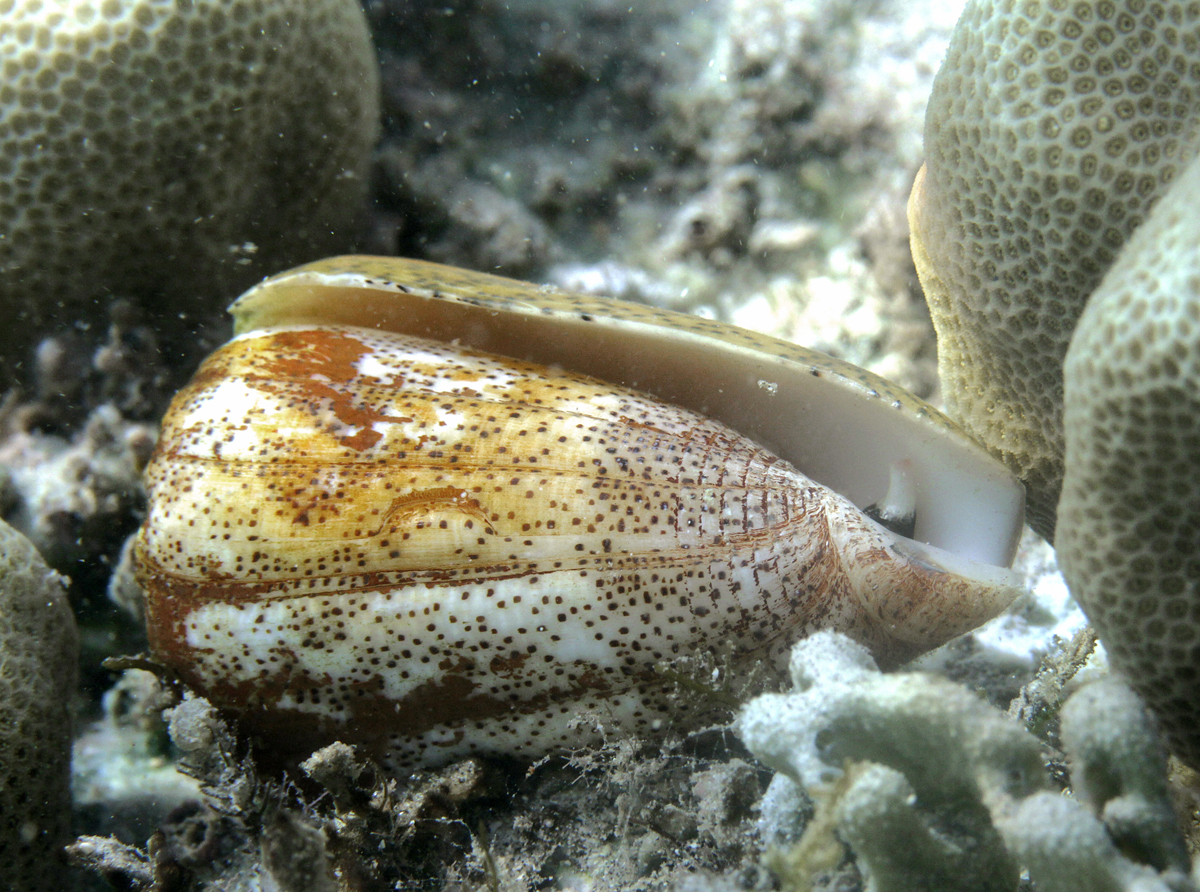
Spécimen vivant à La Réunion.
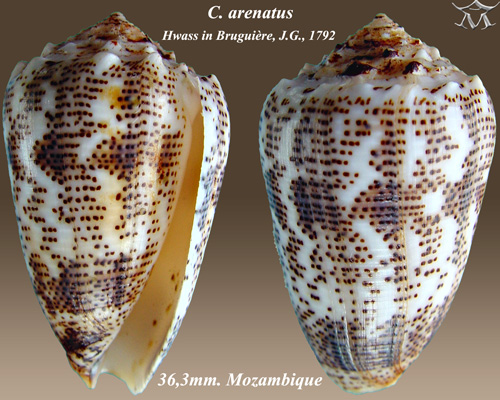
Conus arenatus (bizona)
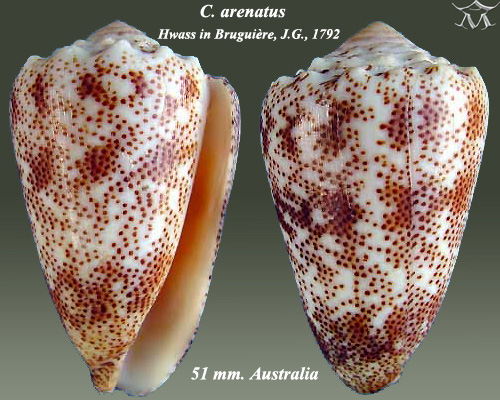
Autres coloris
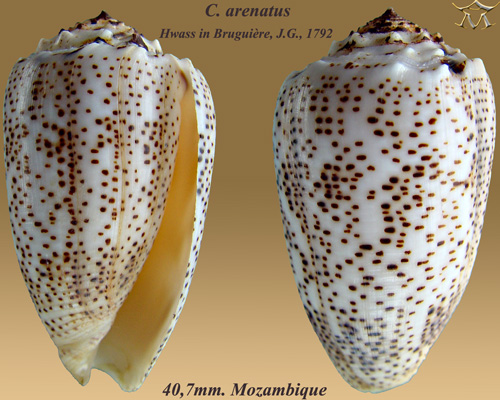
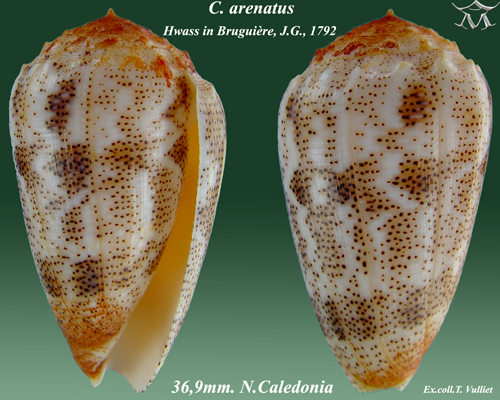

## Répartition
Océan Indien et Pacifique occidental (Queensland).

## Habitat
Zone intertidal (ou estran).